# Nightmare 4 - Il non risveglio
Nightmare 4 - Il non risveglio (A Nightmare on Elm Street 4: The Dream Master) è un film horror del 1988 diretto da Renny Harlin su sceneggiatura di Brian Helgeland e con protagonista Freddy Krueger.
La pellicola è il quarto film del franchise di Nightmare ideato da Wes Craven e con Robert Englund. 
Il film è il sequel diretto di Nightmare 3 - I guerrieri del sogno del 1987.

## Trama
1988, Ohio. Un anno dopo il suo ricovero al Westin Hills Mental Institution, Kristen Parker continua ad avere incubi sulla diroccata casa al n° 1428 di Elm Street e, sentendo l'imminente ritorno di Freddy, trascinare con sé Kincaid e Joey - sopravvissuti insieme a lei - che iniziano a temere che Krueger, sebbene sia stato distrutto, rischia di tornare davvero perché alimentato dalle paure della ragazza. In effetti Freddy si manifesta nuovamente negli incubi dei ragazzi riuscendo a uccidere prima Kincaid - dopo che il suo cane ha disseppellito lo scheletro di Freddy, il mostro uccide il ragazzo infilzandolo con il guanto -, poi Joey - lo affoga nel suo materasso ad acqua - e, infine, Kristen a cui è stato somministrato del sonnifero con l'inganno - la brucia viva. Poco prima di morire però Kristen, inavvertitamente, porta nel suo sogno l'amica Alice Johnson e le trasferisce il suo potere e così, sfruttando il potere ereditato da Alice, Freddy inizia a mietere una nuova serie di vittime tra gli amici della ragazza. 
Un giorno, Alice, che ha iniziato a soffrire di incubi e quindi a dormire male, si addormenta durante un compito in classe e, inavvertitamente, porta nel suo sogno l'amica Sheila che Freddy uccide baciandola in bocca e facendolo sembrare un attacco d'asma mentre, poco dopo, anche Rick, gemello di Alice, che crede agli incubi della sorella, viene ucciso da Freddy che, resosi invisibile, lo pugnala col guanto mentre lo spogliatoio dove si è addormentato esplode. In seguito Alice si addormenta nuovamente e, questa volta, porta con sé Debbie che Freddy uccide schiacciandola dopo averla trasformata in uno scarafaggio. 
Svegliatasi prima di veder l'amica morire, Alice cerca di andare da Debbie col fidanzato Dan ma, Freddy, prima li intrappola in un loop temporale e poi si piazza per strada davanti alla loro auto provocando un incidente stradale in seguito al quale Dan è costretto a subire un'operazione. 
Decisa a salvare Dan, impossibilitato a svegliarsi essendo in sotto anestesia, Alice si addormenta e costringe Freddy a seguirla in una chiesa dove, grazie alla filastrocca cantata dai bambini morti che accompagna l'arrivo di Freddy, capisce come sconfiggerlo: far riflettere Freddy in uno specchio. È così che Alice, riuscendo a far specchiare Freddy in un frammento della vetrata della chiesa, libera tutte le anime che teneva prigioniere e dalle quali traeva la sua forza, mentre di Freddy, senza più energia, non rimangono che i vestiti e il suo guanto.
Poche settimane dopo. Alice e Dan, che è sopravvissuto all'operazione, passeggiano in un parco e, mentre il ragazzo lancia una monetina in una fontana esprimendo un desiderio, nell'acqua appare l'immagine riflessa di Freddy Krueger rivelando così che non è del tutto morto.

## Produzione
Il film è prodotto da Robert Shaye della New Line Cinema.
Inizialmente il film avrebbe dovuto vedere lo scontro tra Freddy Krueger e Jason Voorhees ma a causa di vari disaccordi tra la New Line Cinema e la Paramount Pictures, detentrice dei diritti di Venerdì 13 e, quindi, del personaggio di Jason, il progetto fallì e venne modificato; grazie alla resa dei diritti di Venerdì 13 alla New Line Cinema i due serial killer furono infine uniti sullo schermo in Freddy vs. Jason del 2003.
Scarta l'idea di uno scontro tra serial killer immaginari, Wes Craven presentò la sua proposta per il quarto film Nightmare ma Robert Shaye la rifiutò ritenendo che l'idea di Craven non avesse l'impatto che stava cercando e, preferendogli, la sceneggiatura di Brian Helgeland; Craven e il suo partner di scrittura Bruce Wagner furono successivamente contattati per riscrivere la sceneggiatura di Helgeland, ma rifiutarono l'offerta.

## Casting
Patricia Arquette, che nel film precedente interpretava Kristen, fu sostituita da Tuesday Knight giacché non poteva riprendere il suo ruolo in quanto era incinta ma, nel 2017, la Arquette stessa sostenne che, all'epoca, era comunque disinteressata a partecipare ancora a un film horror.

## Distribuzione

### Divieti
Negli USA la pellicola è stata distribuita nelle sale cinematografiche il 19 agosto 1988 con la classificazione "R (Rating)" - cioè Vietato ai minori di 17 anni - mentre in Italia è stata distribuita il 24 febbraio 1989 con la classificazione di Vietato ai minori di 14 anni.

## Accoglienza

### Incassi
Il film, costato 13.000.000$ ca., uscì il 19 agosto 1988 in 1.765 sale degli USA e si classificò al primo posto nel weekend di apertura, incassando 12.883.403$; in totale, negli USA, il film incassò 49.369.899$ piazzandosi al 19° posto dei film con maggior incasso del 1988.

### Critica
Rotten Tomatoes riporta un indice di gradimento del 56% basato su 32 recensioni, con una valutazione media di 5,00/10.
Su Metacritic il film ha un punteggio medio ponderato di 56 su 100, basato su 10 recensioni.

## Citazioni e riferimenti
- Il nome del locale in cui lavora Alice è "Crave Inn", riferimento al nome del creatore della serie, Wes Craven[6].
- Dietro alle lapidi di Kristen Parker e Roland Kincaid si vedono quelle di Nancy Thompson e suo padre Donald Thompson.
- Il cane di Kincaid si chiama Jason, in riferimento a Jason Voorhees.

## Colonna sonora
La colonna sonora del film, intitolata A Nightmare On Elm Street 4: The Dream Master e composta da Craig Safan sotto l'etichetta della Varese Sarabande, è stata pubblicata nel 1988.

### Tracce
1. Under the Night Stars - Sea Hags
2. Standing Over You - Angels From Angel City
3. Don't Be Afraid of Your Dreams - Go West
4. Back to the Wall - Divinyls
5. My Way or the Highway - Jimmy Davis/Junction
6. Love Kills - Vinnie Vincent Invasion _ fu girato anche il videoclip contenente scene del film
7. Therapist - Vigil
8. Rip Her to Shreds - Blondie
9. Angel - Love/Hate
10. Resurrection - Craig Safan
11. Pride and Joy - Joe Lamont

### Extra
Il gruppo dei Fat Boys partecipò al film col brano Are You Ready for Freddy? nel cui videoclip musicale, vediamo uno dei Fat Boys ereditare la casa di Elm Street a condizione di restarci per una notte e, così, incontrare un Freddy Krueger (interpretato da Robert Englund) che rappa sull'audio della famosa battuta di Heather Langenkamp «non addormentarti» presente nel primo film; il video musicale è contenuto nel disco The Nightmare Series Encyclopedia di The Nightmare on Elm Street Collection pubblicato dalla New Line Platinum Series il 21 settembre 1999.